# Kuenstler Script
Kuenstler Script is een formeel script lettertype.
De originele letterset was ontworpen in de interne studio van lettergieterij D. Stempel AG met de naam Künstlerschreibschrift, verwijzend naar artistiek handschrift.
Het type is gebaseerd op laat-negentiende-eeuwse Engelse kopergravures, die op hun beurt hun inspiratie haalden van eerdere achttiende-eeuwse schriftmeesters George Bickham en George Shelley, die zich bezighielden met een schrijfstijl genaamd round hand.
In 1957 voegde Hans Bohn een extra vette letterset toe, Kuenstler Script Black.